# بي كايند ريوايند
بي كايند ريوايند هو فيلم كوميدي تم إنتاجه في فرنسا والمملكة المتحدة وصدر في سنة 2008. من بطولة جاك بلاك وموس ديف وداني غلوفر ومايا فارو.
بلغت ميزانية إنتاج الفيلم 20 مليون دولار، تمكن من زيادتها إلى إيرادات بلغت 30 مليون دولار عندما تم عرضه تجاريا، وقد ترشح الفيلم لجائزتين أهمهما جائزة أحسن "Black Reel Award" لأحسن ممثل أسمر البشرة والتي ترشح لها النجم موس ديف عن دوره في الفيلم.

## القصة
في إطار من الكوميديا تدور أحداث فيلم «بي كايند ريوايند» عن متجر لتأجير أشرطة الفيديو يمتلكه رجل يدعى السيد فليتشر، وهو يفخر دائما بمتجره القديم وبالمبني الذي شهد مولد أحد النجوم، ولكن الحكومة تحاول إقناعه بنقل متجره من المبني الآيل للسقوط دون أن يوافق. وعندما يسافر فليتشر في رحلة خارج المدينة يترك المتجر لرعاية ابن زوجته مايك، طالبا منه ألا يجعل صديقه غريب الأطوار جيري يدخل المتجر خلال فترة السفر، وجيري شاب يكره الأجهزة ويؤمن بأنها جزء من مؤامرة للسيطرة على البشر، ولذلك يقوم بالهجوم على محطة طاقة بهدف تحطيمها، فيتسبب في حادث يجعل جسمه ممغنطا. وبمجرد أن يدخل متجر الأشرطة تتسبب المغناطيسية في مسح جميع الشرائط الموجودة في المتجر، ويزداد الأمر سوءا عندما تظهر سيدة صديقة للسيد فليتشر لتطلب استئجار فيلم «طاردو الأشباح». فما يكون من مايك وجيري إلا أن يقررا إعادة تصوير الفيلم مجددا باستخدام كاميرا يدوية ومؤثرات بصرية للهواة،

## الميزانية والإيرادات
بلغت تكلفة إنتاج الفيلم حوالي 20 مليون دولار بينما حقق أرباحا تقدر بـ 30.5 مليون دولار.

## طاقم التمثيل
- جاك بلاك بدور جيري مكلين
- ياسين باي بدور مايك كولويل
- داني غلوفر بدور السيد فليتشر
- مايا فارو بدور السيدة فليتشر
- ميلوني دياز بدور ألما سايكس
- أرجيه سميث بدور ماني
- كوينتون آرون بدور كيو
- تشاندلر باركر بدور كريغ
- كارولينا ويدرا بدور غابرييل بوشينسكي
- بي جاي بيرن بدور السيد بيكر
- مات والش بدور الضابط جوليان
- بول داينيلو بدور السيد روني
- سيغورني ويفر بدور السيدة لوسن
- ماركوس كارل فرانكلن بدور فتى

## وصلات خارجية
- بي كايند ريوايند على موقع IMDb (الإنجليزية)
- بي كايند ريوايند على موقع ميتاكريتيك (الإنجليزية)
- بي كايند ريوايند على موقع روتن توميتوز (الإنجليزية)
- بي كايند ريوايند على موقع نتفليكس (الإنجليزية)
- بي كايند ريوايند على موقع قاعدة بيانات الأفلام العربية
- بي كايند ريوايند على موقع ألو سيني (الفرنسية)
- بي كايند ريوايند على موقع Turner Classic Movies (الإنجليزية)
- بي كايند ريوايند على موقع أول موفي (الإنجليزية)
- بي كايند ريوايند على موقع بوكس أوفيس موجو (الإنجليزية)
- بي كايند ريوايند على موقع فيلمافينيتي (الإسبانية)